# Козинка (приток Орлика)
Козинка — река в России, протекает в Урицком районе Орловской области. Исток реки расположен в 2 км к северу от деревни Заветово, на отметке высоты 210 м, течёт в южном направлении, впадает в реку Орлик у деревни Холх, в 54 км по левому берегу, на высоте 182 м. Длина реки составляет 12 км.

## Данные водного реестра
По данным государственного водного реестра России относится к Окскому бассейновому округу, водохозяйственный участок реки — Ока от истока до города Орёл, речной подбассейн реки — бассейны притоков Оки до впадения Мокши. Речной бассейн реки — Ока.
Код объекта в государственном водном реестре — 09010100112110000017937.